# Upper Benefield
Upper Benefield är en by i Northamptonshire i England. Byn är belägen 10 km 
från Corby. Orten har 250 invånare (2009). Den tillhör tillsammans med grannbyn Lower Benefield Benefields civil parish.